# Jeremy Fox
Jeremy „Jim“ Robert Fox (* 19. September 1941 in Pewsey, Wiltshire; † 28. April 2023) war ein britischer Moderner Fünfkämpfer, der 1976 Olympiasieger in der Mannschaftswertung wurde.

## Leben
Fox nahm 1964 in Tokio erstmals an Olympischen Spielen teil; er belegte den 29. Platz in der Einzelwertung und wurde mit der Mannschaft Neunter. Bei den Olympischen Spielen 1968 in Mexiko-Stadt erreichte er sowohl in der Einzelwertung als auch in der Mannschaftswertung den achten Platz. Der Sergeant bei den Royal Electrical and Mechanical Engineers erklärte nach den Spielen 1968 seinen Abschied vom Leistungssport, wurde aber von seinem Trainer, Ron Bright, zum Weitermachen überredet.
Bei den Olympischen Spielen 1972 erreichte er als bester Läufer im Feld den vierten Platz in der Einzelwertung und damit die bis dahin beste olympische Platzierung eines britischen Fünfkämpfers; mit der Mannschaft belegte er in München den neunten Platz. 1975 bei der Weltmeisterschaft in Mexiko-Stadt gewann Fox seine erste internationale Medaille, er wurde Dritter mit 500 Punkten Rückstand auf den sowjetischen Weltmeister Pawel Lednjow, aber nur neun Punkten Rückstand auf den zweitplatzierten Ungarn Tamás Kancsal.
1976 in Montreal kam es im Modernen Fünfkampf zu einem Skandal im Fechtwettbewerb. Bei dem Gefecht zwischen dem sowjetischen Mannschaftsolympiasieger von 1972 Borys Onyschtschenko und dem Briten Adrian Parker beobachtete Fox, dass die Trefferanzeige aufleuchtete, obwohl der Ukrainer nicht getroffen hatte. Fox sprang auf die Planche, hielt Onyschtschenkos Degen fest und verlangte eine technische Untersuchung. Diese ergab, dass Onyschtschenko mit Hilfe eines Drahtes seine Waffe so manipuliert hatte, dass er jederzeit die Trefferanzeige auslösen konnte. Onyschtschenko wurde lebenslang gesperrt und die sowjetische Mannschaft war geplatzt. Am Ende belegte Adrian Parker den fünften Platz in der Einzelwertung, Danny Nightingale wurde Zehnter und Jim Fox wurde 15. Zusammen gewannen die drei Briten die Mannschaftsentscheidung vor den Tschechoslowaken und den Ungarn.
Nach zehn britischen Meistertiteln, vier Olympiateilnahmen und einem Olympiasieg beendete Fox 1976 seine Karriere. Für seine sportlichen Verdienste wurde Fox zum Officer of the Order of the British Empire ernannt.